# Faculdades Integradas Coração de Jesus
Faculdades Integradas Coração de Jesus é uma instituição que se encontra na cidade de Santo André, no ABC paulista. é composta por sete unidades particulares de ensino superior e 8 cursos de especialização em nível lato-sensu, mantidas pelo Instituto Coração de Jesus.
Foi criada em 1976. 

## Faculdades contituintes

### Graduação
- Faculdade de Biblioteconomia;
- Faculdade de Comunicação Social: Habilitação em Publicidade e Propaganda;
- Faculdade de Economia Doméstica;
- Faculdade de Licenciatura Plena em Educação Artística: Habilitação em Artes Plásticas, Artes Cênicas, Desenho e Música;
- Faculdade de Nutrição;
- Faculdade de Turismo;
- Instituto Superior de Educação - Curso Normal Superior.

### Pós-Graduação (Lato Sensu)
- Estética e História da Arte;
- ArteEducação;
- Docência Universitária;
- Planejamento e Gerenciamento de Sistemas Automatizados de Informação;
- Gestão da Qualidade em Nutrição e Gastronomia;
- Nutrição Esportiva;
- Gestão em Criação Publicitária Multimídia;
- Gestão em Comunicação Turística.

## Faculdade de biblioteconomia
O curso existe desde 1979 com as seguintes características:
- Habilitação: Bacharel em Biblioteconomia
- Número de vagas anuais: 80
- Duração: 8 semestres letivos

### Fundamentação Geral
- Comunicação
- Aspectos Sociais, Políticos e Econômicos do Brasil Contemporâneo
- História da Cultura
- Psicologia Social
- Evolução do Pensamento Filosófico e Científico
- Problemas de Filosofia e Teologia

### Matérias Instrumentais
- Lógica
- Língua Portuguesa
- Literaturas da Língua Portuguesa
- Língua Estrangeira Moderna: Inglês
- Língua Estrangeira Moderna: Espanhol
- Metodologia da Pesquisa Científica
- Elementos de Estatística

### Formação Profissional
- História do Livro e das Bibliotecas
- Normalização Documentária
- Informação Aplicada à Biblioteconomia
- Gerenciamento da Informação Empresarial
- Disseminação da Informação
- Formação e Desenvolvimento de Coleções
- CBRC: Representação Descritiva
- CBRC: Representação Temática
- CBRC: Representação Bibliográfica
- CBRC: Catalogação Automatizada
- CBRC: Tratamento de Materiais Especiais
- CBRC: Fontes de Informação
- CBRC: Tecnologia da Informação
- CBRC: Indexação
- Administração de Bibliotecas
- Automação de Bibliotecas e Sistemas de Informação

### Matérias Complementares e Optativas
- História Social, Política e Econômica Geral
- Fundamentos de Informática
- Documentação Jurídica
- editoração eletrônica
- Conservação e Conforto Ambiental em Biblioteca